# 圣犹斯督圣巴斯督堂 (托莱多)

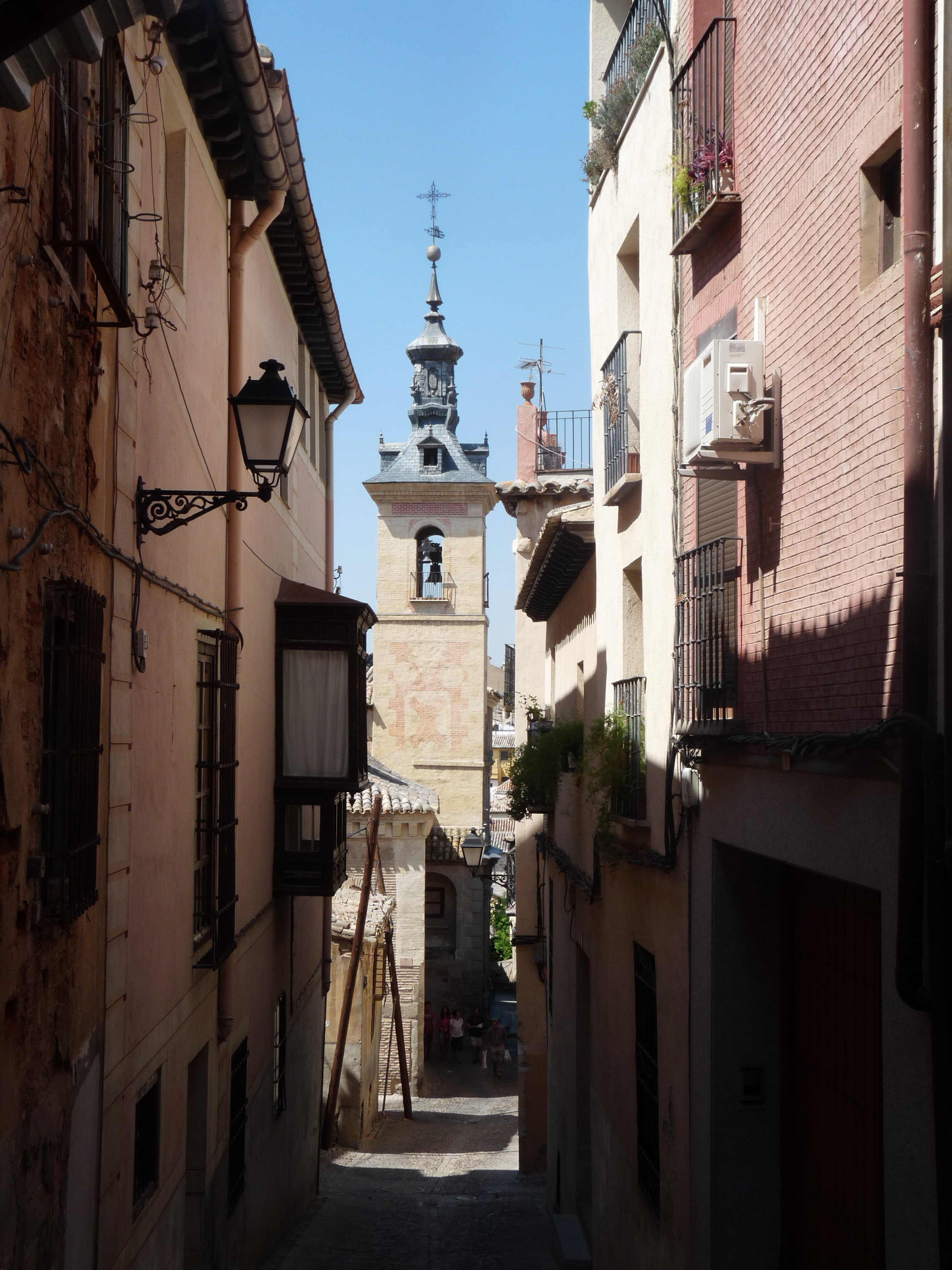
圣犹斯督圣巴斯督堂

圣犹斯督圣巴斯督堂（西班牙语：Iglesia de los Santos Justo y Pastor）是一座教堂，位于西班牙卡斯蒂利亚-拉曼恰自治区托萊多。它创建于13世纪，阿方索六世夺取该城之后 在14世纪和18世纪之间，该堂经历了多次改建。 该堂供奉圣犹斯督圣巴斯督（英语：Justus and Pastor）。

## 历史
在整个14世纪，该堂经历了多轮重建。其中包括装饰许多阿茲勒赫瓷磚畫的圣体小堂。穆德哈尔风格的后殿, 用砖砌成，也被认为是14世纪重建的一部分。 的遗骸。
在15世纪和16世纪，增加了三个带肋拱顶的小堂。在17世纪，该堂再次改建，中殿失去了其以前的穆德哈尔风格。

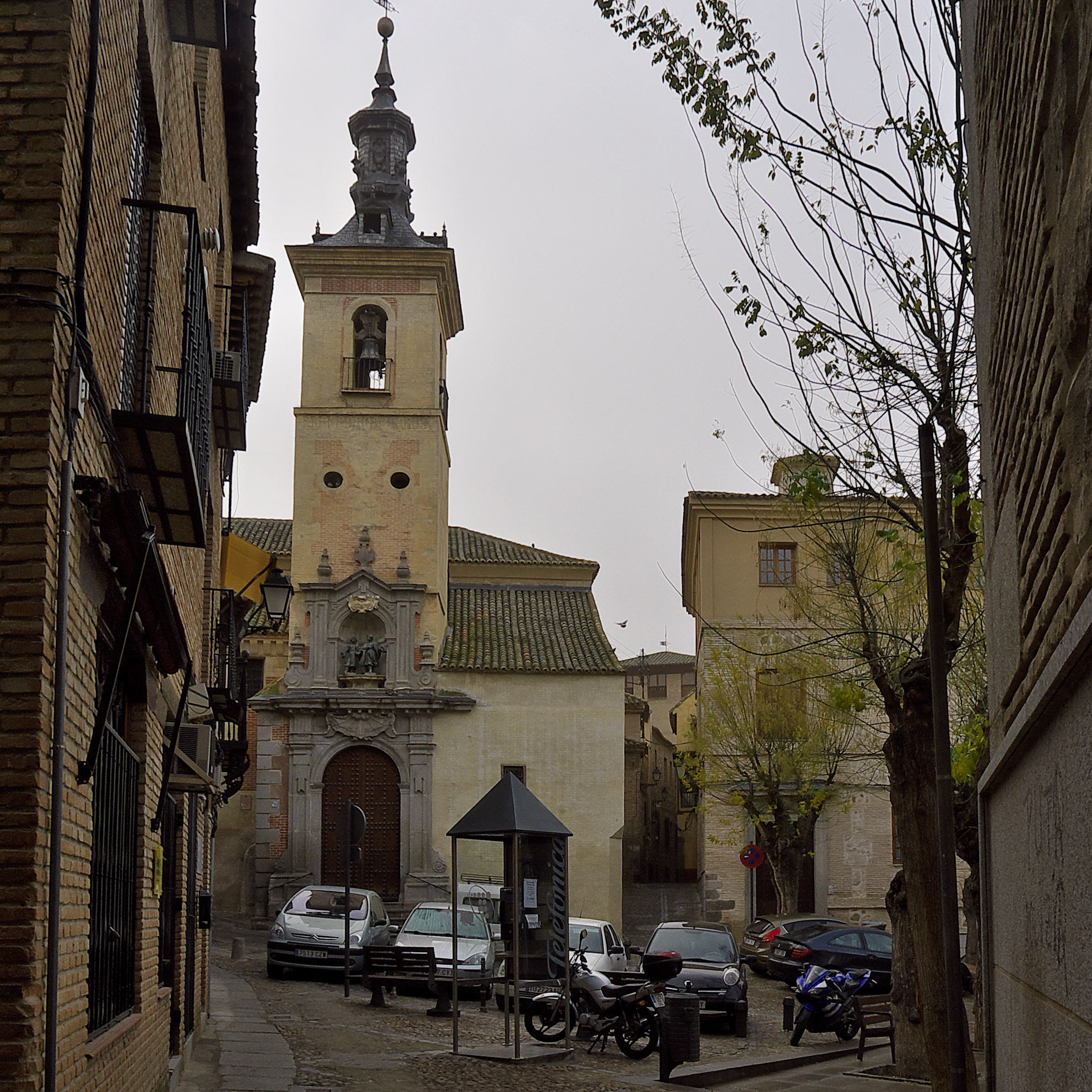
立面

在18世纪，该堂的改建完成，包括内部的石膏装饰和绘画，天花板，以及外观的定型。独特的入口被装扮成塔门，设于钟楼的下部，这在托莱多建筑中是不寻常的。